# José Antonio Padilla
José Antonio González Padilla, más conocido como Padilla, (nacido el 18 de septiembre de 1969) es un futbolista español. Padilla se retiró en el 2008 en el Quintanar del Rey.

## Clubes
| Club              | País   | Año       |
| ----------------- | ------ | --------- |
| CA Malagueño      | España | 1988-1991 |
| CD Málaga         | España | 1991-1992 |
| Sevilla Atlético  | España | 1992-1993 |
| Sevilla FC        | España | 1993-1994 |
| CF Extremadura    | España | 1994-1998 |
| Albacete Balompié | España | 1998-2003 |
| Terrassa FC       | España | 2003-2004 |
| CD Quintanar      | España | 2004-2005 |
| La Roda CF        | España | 2005-2007 |
| CD Quintanar      | España | 2007-2008 |